# Sister (Sisters)
Sister è il singolo di debutto del duo musicale tedesco S!sters, pubblicato il 22 febbraio 2019 su etichetta discografica Universal Music Group.

## Descrizione
Scritto da Laurell Barker, Marine Kaltenbacher, Tom Oehler e Thomas Stengaard, il brano è stato selezionato per Unser Lied für Israel, processo di selezione nazionale per l'Eurovision Song Contest. Nella serata finale del programma sono state proclamate vincitrici del programma avendo ottenuto il massimo dei punteggi da parte della giuria internazionale e dal televoto. Questo gli ha concesso il diritto di rappresentare la Germania all'Eurovision Song Contest 2019, a Tel Aviv, in Israele.
Facendo la Germania parte dei Big Five, il brano ha avuto accesso direttamente alla serata finale del 18 maggio 2019, dove hanno cantato per quarte. Qui si sono classificate al 25º posto su 26 partecipanti con 24 punti totalizzati, tutti provenienti dalle giurie. Sono state le meno popolari fra il pubblico a casa, da cui non hanno ottenuto nessun punto.

## Tracce
Download digitale
1. Sister – 3:00